# Morris Ellis
Morris E. Ellis Sr. (* 23. März 1929 in Chicago, Illinois; † 1. September 2017 ebendort) war ein US-amerikanischer Jazzmusiker (Bassposaune, Ventilposaune) und Bandleader, der auch als Studiomusiker in der Musikszene Chicagos aktiv war.

## Leben und Wirken
Morris besuchte die DuSable High School in der South Side Chicagos, wo er Unterricht bei Walter Dyett hatte; anschließend studierte er Psychologie an der Howard University  in Washington, D.C. Zunächst war er während seiner Collegezeit Begründer der Howard Swingmasters; ab den 1950er-Jahren leitete er eine eigene Bigband, in der u. a. auch Harold Mabern spielte. Das Morris-Orchester, das u. a. auf dem Chicago Jazz Festival auftrat, begleitete auch Tony Bennett, Sammy Davis Jr., Natalie Cole, Diahann Carroll und Joe Williams.
1965 spielte Morris in der Studioband von Rockwell „Billy“ Davis, in der er den Sänger Billy Stewart bei Aufnahmen für Chess Records begleitete (Unbelievable). In den 1960er-Jahren wirkte er in den Chess-Studios auch bei Aufnahmen von Etta James (Call My Name, Cadet, 1966), Kenny Burrell (Ode to 52nd Street; Cadet, 1967), Odell Brown (Free Delivery, Cadet, 1969) mit, in den 1980er-Jahren noch bei Eddie Harris (I'm Tired Of Driving). Im Bereich des Jazz war er zwischen 1965 und 1984 an neun Aufnahmesessions beteiligt. Als Studiomusiker arbeitete er ferner mit R&B- und Soul-Sängern und Bands wie Okie Duke, Donny Hathaway, The Dells, Charles Bevel, Jerry Butler, Walter Jackson, The Chi-Lites, Peabo Bryson, The Impressions und Ramsey Lewis.
Morris zählte zu den Urhebern der Duke-Ellington-Gedenkkonzerte, die später Bestandteil des Chicago Jazz Fest wurden. Ferner produzierte er Musicals und schrieb den Song „Chicago My Chicago“.